# Alfred Einstein
Alfred Einstein (* 30. Dezember 1880 in München; † 13. Februar 1952 in El Cerrito, Kalifornien, USA) war ein deutsch-amerikanischer Musikwissenschaftler.

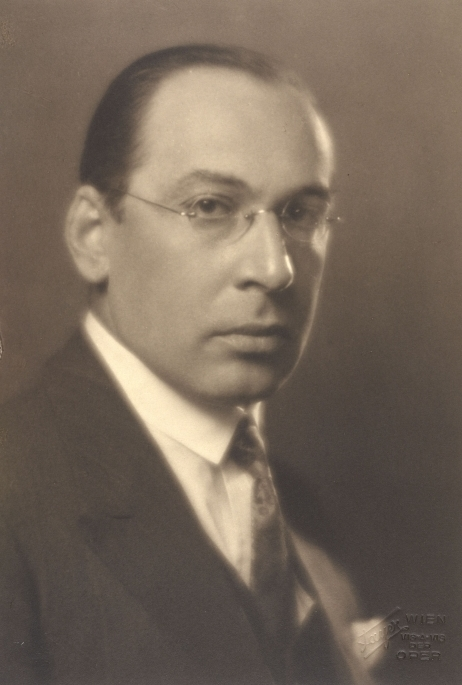
Aufnahme von Georg Fayer (1927)

## Leben

### Herkunft, Jugendzeit und wissenschaftliche Anfänge
Alfred Einstein entstammte einer Münchener jüdischen Familie. Er war nach den Geschwistern Max und Bertha das dritte Kind seiner Eltern. Der Vater war Teilhaber der Firma C. Neuburger & Einstein, Seiden- und Sammtwaren en gros.
Einstein besuchte nach vier Jahren Volksschule für sechs Jahre das Luitpold-Gymnasium und anschließend das Königliche Theresien-Gymnasium München. Der belesene und bildungshungrige Schüler begann mit neun oder zehn Jahren mit dem Geigenspiel. Nach dem Abitur 1899 studierte Einstein – ein Zugeständnis an die Eltern – ein Jahr lang Rechtswissenschaften. Dann aber folgte er seinen Interessen: Er nahm eine Zeit lang Kompositionsunterricht bei Anton Beer-Walbrunn an der Akademie der Tonkunst in München und begann ein Musikwissenschaftsstudium, das er im Dezember 1903 mit einer Dissertation über die Viola da gamba im 16. und 17. Jahrhundert abschloss.
Sein Doktorvater Adolf Sandberger verwehrte ihm die Habilitation, Einsteins Überzeugung zufolge aus antisemitischen Ressentiments. Dennoch beteiligte Sandberger ihn weiterhin an seinen eigenen Forschungen und verhalf ihm 1918 zum Herausgeberposten der Zeitschrift für Musikwissenschaft. Wahrscheinlich ist es – neben Sandbergers Verweigerung der Habilitation – dem judenfeindlichen Klima an den Universitäten der Weimarer Zeit zuzuschreiben, dass ihm in den dreißig Jahren zwischen seiner Promotion und seiner Exilierung trotz einer regen Publikationstätigkeit die akademische Laufbahn verschlossen blieb.
In der Kriegszeit wurde Einstein wegen „seelischer Zerrüttung“ in ein Krankenhaus eingewiesen, wo er sein erstes bedeutendes musikwissenschaftliches Werk, die Geschichte der Musik (1917), völlig ohne Zuhilfenahme von Lexika und musikalischen Hilfsmitteln verfasste.

### Musikkritiker in München und Berlin
Nachdem er sich im Mai 1927 in einem Brief an seinen Freund Theodor Kroyer hoffnungsfroh nach seinen Chancen auf eine Professur in Heidelberg in der Nachfolge Hans Joachim Mosers erkundigt hatte, ließ Moser Kroyer schriftlich wissen, dass die fehlende Habilitation und Einsteins Judentum einer Professur im Wege stünden. Einstein blieb also Privatgelehrter und ging dem Broterwerb als Musikkritiker nach.
Von 1909 bis 1917 war er für die Münchener Neuesten Nachrichten und zwischen 1917 und 1927 für die Münchener Post tätig. Eine halbtägige Lektorentätigkeit beim Dreimaskenverlag in München, vermutlich von 1921 bis 1927, bezeichnete er 1927 in einem Brief an Kroyer als „Sklaverei“. Zwischen 1927 und 1933 war er Redakteur beim Berliner Tageblatt, wo er zu einem der geachtetsten deutschsprachigen Kritiker avancierte.

### Verbindung mit Albert Einstein
In seiner Berliner Zeit entwickelte sich seine Freundschaft zu Albert Einstein, dessen Nachbar er Anfang 1928 wurde und mit dem er am gemeinsam besuchten Luitpold-Gymnasium im Schulchor gesungen hatte. Albert Einstein setzte sich später bei den Einreiseämtern für Alfred Einsteins USA-Emigration ein, und die beiden sahen sich gelegentlich in Princeton. Die weithin kolportierte Behauptung einer Vetternschaft Alfreds und Albert Einsteins lässt sich jedoch nicht nachweisen, wenngleich eine entfernte Verwandtschaft naheliegt.

### Exil und Professur in Northampton
Eva Einstein, das einzige Kind aus der 1906 geschlossenen Ehe mit Hertha Heumann, erinnerte sich, dass die Emigration für ihre Familie nach der Machtübernahme Hitlers feststand. Am 24. Juni 1933 kündigte die Deutsche Musikgesellschaft Einsteins Posten als Schriftleiter der Zeitschrift für Musikwissenschaft. Anfang August erhielt er seine Kündigung vom Berliner Tageblatt, wobei deren Umstände nicht ganz klar sind.
Ende Juli nahm Einstein an einem musikwissenschaftlichen Kongress in Cambridge teil, von dem er nicht mehr nach Deutschland zurückkehrte. Die folgenden Jahre bis zum Gang ins US-amerikanische Exil Anfang 1939 verbrachten er und seine Familie in England, Italien, Österreich und der Schweiz. In dieser Zeit widmete sich Einstein in finanziell angespannter Lage seinen Forschungen. Noch 1937 durfte durch eine Sondergenehmigung der Reichsmusikkammer die von ihm überarbeitete dritte Auflage des Köchel-Verzeichnisses mit seinem Namen auf dem Titel erscheinen.
Drei Monate nach der Einreise in die USA erhielt Einstein das Angebot, am Smith College, der renommierten Frauen-Universität in Northampton, Massachusetts, zu unterrichten, wo er bis zu seiner Emeritierung 1950 blieb. Die geringe Lehrverpflichtung bot ihm reichlich Freiraum für Gastvorträge an anderen Universitäten und für seine Forschungen. 1939 fand der 58-jährige Einstein die Arbeitsbedingungen vor, die er sich seit seiner Promotion 1903 ersehnt hatte.
Nach Europa blickte er während und nach dem Krieg mit Argwohn: So lehnte er 1949 eine Einladung von der Freien Universität Berlin ab, weil er keine Sehnsucht nach einem „Besuch im Vierten Reich“ verspürte. Ebenso wies er im selben Jahr die Goldene Mozart-Medaille der Internationalen Stiftung Mozarteum Salzburg zurück, publizierte nicht mehr in Deutschland und verfolgte aufgebracht die Entnazifizierungsprozesse von Musikern und Wissenschaftlern.
Seine Pläne, nach der Emeritierung für ein Jahr an der University of Michigan, Ann Arbor an einer Mozart-Gesamtausgabe zu arbeiten, wurden von einem Herzinfarkt durchkreuzt. Die Familie zog wegen des milden Klimas nach El Cerrito bei Berkeley, Kalifornien, wo Einstein seine Forschungen privat weiterverfolgte. Im Januar 1952 traf ihn ein neuerlicher Herzanfall, dessen Folgen er am 13. Februar erlag.

## Wissenschaftliches Werk

### Hauptwerke
Der Musikwissenschaftler Alfred Einstein ist auch heute noch selbst musikalischen Laien ein Begriff. Die Monographie Mozart, sein Charakter, sein Werk (englisch 1945, deutsch 1947), die aus den Nachforschungen zur dritten Auflage des Köchelverzeichnisses (1937) erwachsen ist, erhält über siebzig Jahre nach ihrem Erscheinen seinen Ruf als Mozartkenner aufrecht. Aber auch Werke wie Größe in der Musik (englisch 1941, deutsch 1951), Die Romantik in der Musik (englisch 1947, deutsch 1950), Schubert (englisch 1951, deutsch 1952) sowie zahlreiche musikästhetische Aufsätze vermögen durch ihre anschauliche Sprache, den Geistreichtum und die Originalität ein breites Publikum zu erreichen.
Einsteins Bücher verdanken ihre weite Verbreitung seiner hervorragenden Kenntnis des jeweiligen Gesamtwerkes und der Virtuosität ihrer Darstellung. Auch heute noch regen seine urteilsfreudigen Einschätzungen zu eigener Beschäftigung und selbstständiger Kritik an.
Einsteins Mozartbuch zählte wiederholt zur Lektüre in Thomas Manns späten Lebensjahren. Einstein stand in brieflichem Kontakt mit einer Reihe der wichtigsten Musiker- und Schriftstellerpersönlichkeiten seiner Zeit. In der Korrespondenz finden sich unter anderem Briefe von Béla Bartók, Bruno Walter, Edwin Fischer, Stefan Zweig, Thomas Mann, Fritz Busch oder Paul Hindemith und Wilhelm Furtwängler.

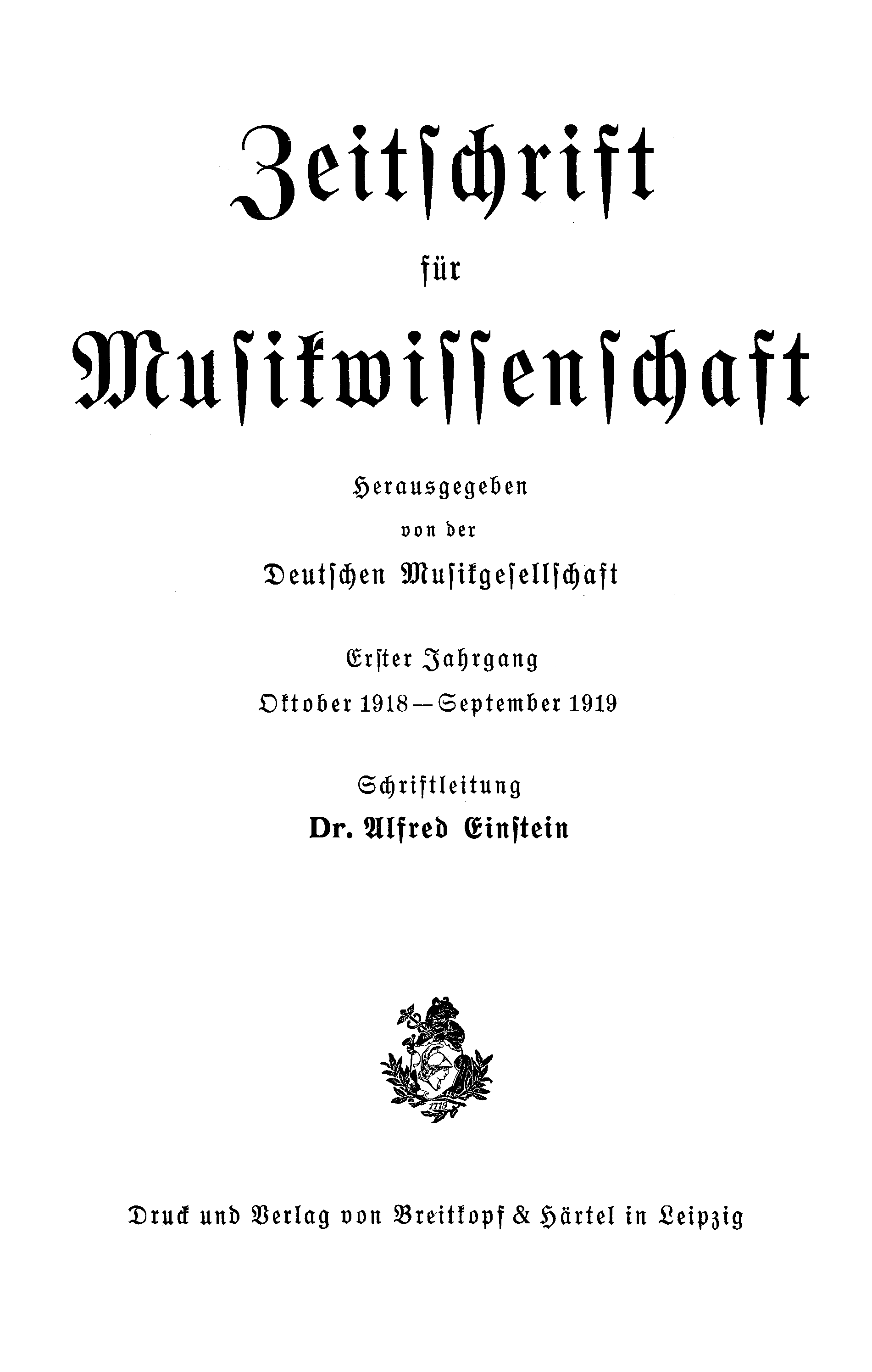

### Herausgeber
Mit seiner akribischen Quellenarbeit, die sich neben dem „Köchel“ etwa in der neunten bis elften Auflage von Hugo Riemanns Musiklexikon (1919, 1922, 1929) und in dem dreibändigen The Italian Madrigal (1949) niederschlug, und mit der Herausgabe der Zeitschrift für Musikwissenschaft (1918–1933) hatte sich Einstein als feste Größe in der deutschen Musikforschung etabliert, obschon er erst im Jahre 1939 in den USA eine universitäre Anstellung erhielt.

## Nachlass
Einsteins Nachlass befindet sich als Alfred Einstein Collection 1 und 2 in der Musikbibliothek der Universität Berkeley, die auch seine musikwissenschaftliche Bibliothek besitzt. Die von ihm für seine Untersuchungen angefertigten Partiturabschriften befinden sich in der Josten Performing Arts Library am Smith College.

## Werke
- Zur deutschen Literatur für Viola da Gamba im 16. und 17. Jahrhundert. Diss. München 1903 (31 S.); Druckfassung in: Publikationen der Internationalen Musikgesellschaft. Beih. F. 2, H. 1.
- Geschichte der Musik. Teubner, Leipzig/Berlin 1917. (Aus Natur und Geisteswelt, Bd. 438) [weitere überarbeitete Fassungen]
  - Geschichte der Musik. Von den Anfängen bis zur Gegenwart. Pan, Zürich/Stuttgart 1953. (letzte Fassung mit Ergänzungen, Notenbeispielen und einem neuen Schlusskapitel Gestern und heute).
- Heinrich Schütz. Bärenreiter, Kassel 1928 (39 S. Notenbeispiele).
- Die Sammlung Speyer. In: Philobiblon, Jg. 8 (1935), Heft 4, S. 155–160.
- Gluck. Sein Leben – seine Werke. Revidierte Neuauflage: Bärenreiter, Kassel/Basel 1987, ISBN 3-7618-0810-0.
  - Englische Fassung: Gluck. By Alfred Einstein. Transl. by Eric Blom. J. M. Dent, London 1936.
- Mozart und die Humanität. In: Mass und Wert. Zweimonatsschrift für freie deutsche Kultur. Hrsg. v. Thomas Mann und Konrad Falke. 1. Jahrgang: Heft 4, März / April 1938.
- Größe in der Musik.
  - Zuerst englisch: Greatness in Music. Oxford University Press, New York/London 1941.
  - Deutsch: Pan, Zürich 1953. 336 S.: zahlreiche Notenbeispiele; 1980 dtv / Bärenreiter (mit einem Vorwort von Carl Dahlhaus).
- Mozart. Sein Charakter, sein Werk.
  - zuerst englisch: Oxford University Press, New York 1945.
  - Bermann-Fischer, Stockholm 1947. 636 S.: Ill., Notenbeispiele (zahlreiche überarbeitete Auflagen).
  - Fischer Taschenbuchverlag, Frankfurt am Main 1991 / 2006.
- Die Romantik in der Musik.
  - zuerst englisch: Music in the Romantic Era. Norton, New York 1947.
  - Deutsch: Liechtenstein-Verl., München 1950. 434 S.; zuletzt: Metzler, Stuttgart 1992.
- The Italian Madrigal (Das italienische Madrigal), 3 Bde. (Bd. 3 Beispielband). Princeton University Press, Princeton (New Jersey) 1949.
- Schubert Ein musikalisches Porträt.
  - zuerst englisch: Schubert. A Musical Portrait. Oxford University Press, New York/London 1951.
  - Deutsch: Pan, Zürich 1952.  404 S. Notenbeispiele.
- Von Schütz bis Hindemith. Essays über Musik und Musiker. Pan, Zürich/Stuttgart 1957. 271 S. : Ill., Notenbeispiele.
- Nationale und universale Musik. Neue Essays. Pan, Zürich/Stuttgart 1958. 274 S. Notenbeispiele. (Der Band bildet die Fortsetzung zu: Von Schütz bis Hindemith.)
- Chronologisch-thematisches Verzeichnis sämtlicher Tonwerke Wolfgang Amadé Mozarts. Nebst Angabe der verlorengegangenen, angefangenen, übertragenen, zweifelhaften und unterschobenen Kompositionen. Von Ludwig Ritter von Köchel. 4. Aufl. / in der Bearbeitung von Alfred Einstein. Breitkopf & Härtel, Leipzig 1937, Nachdruck 1958. - XLIX, 984 S.: überwiegend Notenbeispiele.

## Herausgeber

### Partituren (Auswahl)
- Giovanni Pierluigi da Palestrina: Missa Papae Marcelli. Eingeleitet und hrsg. von Alfred Einstein.  Drei Masken, München 1921.
- Johann Christian Bach: Sinfonia D dur / D major / Re majeur. Op. 18/4. Pocket Score / Taschenpartitur. Edited for the first time and with Foreword (English and German) by Alfred Einstein. Mit einer 2-sprachigen Einleitung von Alfred Einstein. Eulenburg, Leipzig 1934.
- Arcangelo Corelli: Concerto grosso No.8 [Christmas Concerto] for 2 Violins, Violoncello and String Orchestra. Edited and with Foreword by Alfred Einstein. Eulenburg, London o. J. (ca. 1965).
- Giovanni Battista Viotti: Concerto No. 22 A minor for Violin and Orchestra. Edited with a forword by Alfred Einstein. Ernst Eulenburg, London o. J.

### Weitere Editionen
- Hugo Riemanns Musik-Lexikon (9., 10. und 11. Auflage). Max Hesse, Berlin 1919 / 1922 / 1929.
- Das Neue Musiklexikon. Nach dem Dictionary of Modern Music and Musicians. Herausgegeben von A. Eaglefield-Hull, übersetzt und bearbeitet von Alfred Einstein. Max Hesse, Berlin 1926.
- Briefe deutscher Musiker. Bermann-Fischer, Stockholm 1938.
  - Pan, Zweite Auflage: Zürich/Stuttgart 1953.